# Легенди Львова
«Легенди Львова» — збірка львівського фольклору, упорядником якої є Юрій Винничук. Вийшла 1999 року у видавництві «Сполом». Книга перевидавалася кілька разів в різних видавництвах.

## Анотація
Письменник, перекладач, краєзнавець Юрій Винничук зібрав під однією обкладинкою все, що вдалося розшукати про унікальне місто у фольклорних записах минулого. Фантастичний світ Львова, населений духами, чортами, відьмами, тісно переплітається в легендах зі світом реальним, в якому живуть історичні особи — королі, бургомістри, чорнокнижники і батяри. Старовинний Львів постає як унікальне явище світової культури, джерело багатющого міського фольклору та життєрадісного гумору.

## Видання
- Винничук Ю. Р. Легенди Львова. — Львів: Сполом, 1999. — 254 с.: ілюстр.  ISBN 966-7445-28-3
- Винничук Ю. Р. Легенди Львова. — Львів: Піраміда, 2000. — 256 с.: ілюстр.  ISBN 966-7188-13-2
- Винничук Ю. Р. Легенди Львова (у двох книгах):
  - Винничук Ю. Р. Легенди Львова (Книга перша). — Львів: Піраміда, 2010. — 464 с.: ілюстр. ISBN 978-966-441-174-2
  - Винничук Ю. Р. Легенди Львова (Книга друга). — Львів: Піраміда, 2009. — 432 с.: ілюстр. ISBN 978-966-441-091-2
- Винничук Ю. Р. Легенди Львова. — Харків: Фоліо, 2018. — 412 с.: ілюстр. ISBN 978-966-03-8222-0